# Crash : Génération Mutant
 (mai 2022).
Si vous disposez d'ouvrages ou d'articles de référence ou si vous connaissez des sites web de qualité traitant du thème abordé ici, merci de compléter l'article en donnant les références utiles à sa vérifiabilité et en les liant à la section « Notes et références ».
Crash : Génération Mutant (Crash: Mind over Mutant) est un jeu d'action-aventure développé par Radical Entertainment pour PlayStation 2, Xbox 360, Wii, Nintendo DS et PSP, sorti le 7 octobre 2008 en Amérique du Nord et le 31 octobre 2008 en Europe et en Australie. Les développeurs de la version Nintendo DS sont une compagnie japonaise de jeux vidéo nommée TOSE. Pour la version PSP, les développeurs restent les mêmes, mais le jeu a été porté directement de la version PlayStation 2 par Virtuos. Le jeu s'est écoulé à 3 millions d'exemplaires. En comptant ce dernier épisode, la série s'est écoulée à plus de 38 millions d'exemplaires.
Crash : Génération Mutant est le quinzième jeu de la série des jeux vidéo Crash Bandicoot. Il s'agit de la suite de Crash of the Titans.

## Scénario
Crash : Génération Mutant est la suite directe de Crash of the Titans.
Le Docteur Neo Cortex s'est de nouveau allié avec son ancien bras droit qu'il avait renvoyé auparavant, Docteur Nitrus Brio.
Les deux antagonistes ont trouvé une nouvelle idée. Cette fois, ils vont envoyer des textes sous forme de messages dans les cerveaux de chaque habitant et Mutant de l'île Wumpa, afin de contrôler leur esprit et de pouvoir diriger le monde par la suite. Ces messages sont automatiquement transférés dans le cerveau de quiconque achète et utilise un appareil de technologie moderne conçu par ces derniers, le N-V. Le contenu de ces messages vicieux est en fait le Mauvais Mojo, qui permet aux méchants de contrôler et piéger leurs proies. Les victimes sont métamorphosées en une espèce de mutant en transe qui n'est pas conscient.
Ce nouveau plan proposé par le Dr.Cortex et N. Brio doit être anéanti au plus vite par Crash Bandicoot et Aku Aku, les seuls habitants de l'île Wumpa qui n'ont pas été infectés par cette machine infernale. Ils vont devoir contrôler des Mutants et sauver tous leurs amis infectés. Coco les aidera une fois que Crash et Aku Aku l'auront sauvée.

## Bonus
Une fois débloqués, les trésors et goodies que Crash a la possibilité d'acquérir seront disponibles dans sa maison. Il est possible d'y accéder tout simplement en empruntant la porte d'entrée. À l'intérieur, le joueur peut visionner les cinématiques du jeu, les artworks et les présentations des ennemis ;  il est également possible de changer le costume de Crash, exactement comme dans le jeu précédent. Ces costumes ont certains effets mélioratifs vis-à-vis des Mutants.

## Personnages
Neuf personnages des anciens jeux de la série sont de retour dans 'Crash : Génération Mutant'.
Crash Bandicoot (inspiré du marsupial le Bandicoot rayé de l'Est ou Péramèle à long nez de l'est),Le héros principal du jeu qui doit sauver ses amis contrôlés par le N-V de Cortex et Brio.
Aku AkuL'ancien masque vaudou qui aide Crash à contrôler les Mutants et à sauver l'île.
Coco BandicootLa sœur du héros, disponible en mode coopération après avoir été battue en tant que Boss.
Crunch BandicootLe grand ami de Crash et Coco est un Boss sous le contrôle du N-V.
Docteur Neo CortexL'antagoniste principal qui essaie de contrôler les esprits des habitants des îles Wumpa. Il est le Boss final du jeu.
Docteur Nitrus BrioÀ nouveau l'assistant de Cortex, il l'aide à créer le N-V. Il est un Boss du jeu.
Docteur N. GinLe bras-droit psychopathe de Cortex, qui mène une attaque contre Crash au début du jeu.
Uka UkaLe frère jumeau de Aku Aku représentant l'inverse total du Bien, c'est-à-dire le Mal.
Nina CortexElle apparaît dans une École Publique, mais diabolique, où elle est détestée par les autres élèves.
D'autres personnages  :
Les Mutants et SbiresOn retrouve les Titans Frigirat, Magmadon, Scorpilon, Rhinoroller, Spike, Rapeur, Sludge, Typhon, Malodorant et le Yuktopus ainsi que deux nouveaux : Grimly et TK.: Chez les sbires, on retrouve les Ratniciens, Les Filles et les Singes Maléfiques, les nouveaux sbires sont les Znu au service des Grimly et des mains cybernétiques baptisées E-slap.
Les BossLe jeu contient un total de trois gros Boss et de deux petits boss. Le premier gros boss est Coco Bandicoot, la sœur de Crash. Celle-ci a été contrôlée par le N-V de Cortex et Brio, ce qui explique son comportement méchant envers Crash au début du jeu. Le suivant est un petit : un scorpilon qui nous empêche d'aller dans le désert. Les troisièmes sont Crunch Bandicoot, qui lui aussi a été contrôlé par le N-V, et N.Brio qu'il faut éliminer après avoir pris le contrôle de Crunch. Le quatrième est un petit boss : le yuktopus, qui garde uka uka. Le Boss final est Neo Cortex qui a bu une potion concoctée par N. Brio.

## Lieux
Sept lieux sont à explorer. Le premier lieu se compose de l'île Wumpa (jungle, désert, décharge), le second lieu est le Royaume Frigirat (Prison de Glaces et École Publique Maléfique), puis le mont Grimly et la Station de Cortex.

## Développement
Conception du jeu
La version Wii de Crash : Génération Mutant est celle qui a été produite en premier. Les graphiques de cette version ont ensuite été réutilisés et améliorés pour la version Xbox360, ainsi que pour la version PlayStation 2 où les graphiques seront par contre moins réalistes - il est à noter que cette version a été convertie par Virtuos. Une caméra de contrôle libre fut envisagée pour le jeu, mais les développeurs finirent par abandonner cette idée pour diverses raisons.
Les Fans
Radical Entertainment a appelé les fans de Crash Bandicoot à réaliser leurs propres esquisses et artworks pour le jeu et à les publier sur le site Kidzworld. Les meilleurs artworks ont été sélectionnés au milieu de l'année par les développeurs et apparaissent dans le jeu, notamment dans la maison de Crash qui est interactive mais aussi dans la nouvelle École de Nina Cortex. De plus, les noms des personnes ayant réalisé ces artworks apparaissent dans le générique de fin. La date limite d'envoi des œuvres était le lundi 26 mai 2008. Les gagnants du concours ont reçu une copie gratuite du jeu au moment de sa sortie.
Radical Entertainment a révélé que les fans de la série ont été une source d'inspiration pour ce nouveau jeu. C'est en lisant les forums des principaux fansites sur la série que l'équipe qui développe les jeux Crash Bandicoot a compris ce que les fans demandaient pour le nouveau jeu, et ce qu'ils n'aimeraient pas voir à nouveau. Par exemple, la plupart des fans de la série demandaient plus de liberté (free-roaming ou free-romping) dans les environnements du jeu. Ceci est, de ce fait, un paramètre disponible dans une grande partie du jeu. Le jeu n'est donc pas coupé en niveaux. Le retour d'anciens personnages créés par Naughty Dog était également très demandé par la majorité des fans. Ainsi, le retour du Docteur Nitrus Brio révélé par Radical Entertainment a satisfait son public. D'autres choses demandées par les fans ont été prises en compte, telles que le retour de Coco Bandicoot en tant que personnage jouable et la possibilité de se rendre dans la maison de Crash.

## Système de jeu
Coopération et habiletés
Dans ce nouvel épisode, Crash a la capacité de coopérer avec sa sœur, Coco Bandicoot. Celle-ci est exclusive aux versions Xbox 360 et Wii. Pour la version PlayStation 2, c'est Carbon Crash qui est disponible. Crash retrouve quant à lui ses anciennes habiletés mais est également capable d'en acquérir des nouvelles. Il peut désormais creuser des trous dans le sol comme un vrai Bandicoot australien, grimper et escalader des murs, s'agripper à des stalactites, etc. La plupart des habiletés que Crash a acquise dans Crash of the Titans sont déjà disponibles au début du jeu, à l'exception de certaines étant considéré comme trop « puissantes » pour démarrer. Quant à Coco, ses mouvements de défense sont différents de ceux de Crash. Elle a un style de combat proche de celui du Kung-Fu, du fait de sa passion pour ce genre de chose. Coco a également l'habileté de faire la « chasse au trésor » dans le jeu. Cette habileté encore peu connue est appelée « treasure hunt. »
Les Mutants
Tout comme dans le volet précédent Crash of the Titans, Crash et Aku Aku peuvent prendre le contrôle entier des Mutants. De plus, il est possible de stocker des Mutants dans la poche de Crash, de les améliorer et de les utiliser à tout moment. Il y a une limite de Mutants à utiliser par période. Comme dans Crash of the Titans, il faut se servir d'eux pour déverrouiller des culs-de-sac, afin que Crash puisse continuer son chemin. Si le Mutant requis n'est pas dans la poche de Crash, alors l'un d'eux apparaîtra expressément près de Crash. Les Mutants ont de plus créé leur propre société sur l'île Wumpa et y ont développé un mode de vie dans leurs villages et forteresses. Crash a la possibilité de s'introduire dans ces endroits et doit compléter des missions à certains moments que les Mutants lui demanderont d'accomplir.
Extras
Crash trouvera sur son chemin des objets divers qui l'aideront à améliorer ses attaques. Par exemple, les "super chaussures rouges" ont la même fonction que les Masques Dorés du jeu précédent. Celles-ci permettent à Crash, une fois qu'il les a acquises, de mettre KO un Mutant en une fois. Ceci facilite la capture ou le contrôle du Mutant par Crash et Aku Aku.
Divers objets collectionnables, tels que les Fruits Wumpa Dorés, les Multiplicateurs Mojo, ou encore les Chronomètre en Or, permettent à Crash de récupérer des Bonus dans un temps imparti. Si certains de ces objets sont additionnés, le Mojo que Crash ramassera vaudra alors jusqu'à 40 fois plus que sa valeur initiale. Divers objets sont aussi à collectionner comme des fruits, des gants de boxe, des clés, des Poupées Vaudou, etc.

## Audio
Marc Baril est de nouveau le compositeur de la bande sonore du jeu. La musique est assez similaire à celles de l'opus précédent, Crash of the Titans, bien que les développeurs ont affirmé qu'elle est plus dynamique, mélodique et moins tragique.
Afin d'éviter que les discussions des ennemis (les sbires) soient répétitives, plus de 8,500 phrases de dialogues ont été enregistrées pour Crash : Génération Mutant. Plusieurs acteurs de Crash of the Titans reprennent leurs rôles respectifs pour faire les voix des personnages. Jess Harnell, Greg Eagles, Lex Lang, Debi Derryberry, Nolan North, John DiMaggio, Chris Williams et Amy Gross doublent à nouveau respectivement Crash Bandicoot, Aku Aku, Docteur Neo Cortex, Coco Bandicoot, Docteur N. Gin, Uka Uka, Crunch Bandicoot et Nina Cortex. Il y a certains nouveaux acteurs tels que Mark Hamill, un ancien acteur de Star Wars où il interprétait Luke Skywalker, qui prête sa voix aux Znu, Maurice LaMarche qui prête sa voix au Docteur Nitrus Brio et Rodger Bumpass qui fait des voix additionnelles dans le jeu.

## Voix françaises
- Martial Le Minoux : Docteur Neo Cortex, Crunch Bandicoot, Les Ratniciens, Les Znus, Les Slap-E
- Sylvain Lemarie : Aku Aku
- Frédérique Marlot : Coco Bandicoot
- Claire Guyot : Nina Cortex
- Marie Nonnenmacher : Les Filles
- Pierre-Alain de Garrigues : Docteur Nitrus Brio
- Damien Laquet : Docteur N. Gin
- Marc Alfos : Uka Uka
- Stéphane Ronchewski : Les Singes Maléfiques

## Voix originales
- Jess Harnell : Crash Bandicoot
- Debi Derryberry : Coco Bandicoot
- Lex Lang : Dr Neo Cortex
- Greg Eagles : Aku Aku
- John DiMaggio : Uka Uka
- Chris Williams : Crunch Bandicoot
- Amy Gross : Nina Cortex
- Nolan North : N Gin
- Maurice LaMarche : Dr Nitrus Brio
- Mark Hamill : Znus
- Carlos Alazraqui : voix additionnelles
- Rodger Bumpass : voix additionnelles
- Kat Feller : Gosse Fille
- Quinton Flynn : voix additionnelles
- Grey DeLisle : voix additionnelles
- Tania Gunadi : Gosse Fille
- Richard Steven Horvitz : voix additionnelles
- Tom Kenny : voix additionnelles
- Rik Kiviaho : voix additionnelles
- Tabitha St. Germain : voix additionnelles
- Tara Strong : voix additionnelles
- Lee Tockar : voix additionnelles
- Billy West : voix additionnelles
- Cedric Yarbrough : voix additionnelles